# Episparis hannemanni
Episparis hannemanni är en fjärilsart som beskrevs av Jean Pelletier 1982. Episparis hannemanni ingår i släktet Episparis och familjen nattflyn. Inga underarter finns listade i Catalogue of Life.